# Iwan Dybicz Zabałkański
Iwan Iwanowicz Dybicz Zabałkański (ros. Иван Иванович Дибич-Забалканский, niem. Hans Karl Friedrich Anton von Diebitsch-Sabalkanski; ur. 13 maja 1785 w Wielkiej Lipie na Dolnym Śląsku, zm. 10 czerwca 1831 w Kleszewie koło Pułtuska) – rosyjski wojskowy, uczestnik wojen napoleońskich, głównodowodzący wojsk rosyjskich podczas kampanii bałkańskiej w latach 1828–1829 i powstania listopadowego; marszałek polny.

## Życiorys
Urodzony we wsi Groß Leipe (obecnie Wielka Lipa koło Obornik Śląskich). Jego ojciec, adiutant Fryderyka II, przeszedł do armii rosyjskiej. Młody Dybicz skończył korpus kadetów w Berlinie, po czym w 1801 wstąpił do gwardii w Sankt Petersburgu. 
Odznaczył się pod Austerlitz, pod Iławą Pruską i Frydlandem. W 1812 generalny kwatermistrz w korpusie Wittgensteina. W 1812 skłonił generała pruskiego Yorka na konferencji w Taurogach do porzucenia Francuzów i przejścia na stronę rosyjską. W 1813 namówił ostatecznie Cesarza Wszechrusi Aleksandra I do marszu na Paryż. Odtąd był nieodstępnym towarzyszem Aleksandra I w podróżach. Był świadkiem zgonu cesarza w Taganrogu. 14 czerwca 1813 zawarł w imieniu Aleksandra I konwencję wojskową z Prusami i Austrią przeciw Francji.
W 1824 szef Sztabu Głównego. Po wstąpieniu na tron Mikołaja I doniósł mu o spiskach dekabrystów, czym zaskarbił sobie łaski cara. Osobiście aresztował kilku dekabrystów. W 1828 wziął udział w wojnie rosyjsko-tureckiej. Nie miał określonego stanowiska, posiadał jednak nadzwyczajne zaufanie Mikołaja I i prowadził z nim obszerną korespondencję. Kierował samodzielnie operacjami wojennymi, nie licząc się wcale z głównodowodzącym feldmarszałkiem Piotrem Wittgensteinem. W początku 1829 mianowany dowódcą armii naddunajskiej, zwyciężył Turków pod Kulewczą, zajął Sylistrę, nie napotkawszy niemal żadnego oporu przeszedł Bałkany i stanął pod Adrianopolem, gdzie zmusił sułtana tureckiego Mahmuda II do zawarcia pokoju (14 września). Za czyny te otrzymał stopień marszałka polnego i tytuł hrabiego wraz z przydomkiem „Zabałkański”.
W 1830 wyjechał w misji poufnej do Berlina, by nakłonić króla Prus do wojny z Francją. Gdy w Królestwie Polskim wybuchło powstanie listopadowe, został wezwany z Berlina. Mianowany głównodowodzącym, obiecał Cesarzowi Wszechrusi Mikołajowi stłumić powstanie jednym uderzeniem, jednak walki ciągnęły się 7 miesięcy.
W lutym 1831 rozpoczął ofensywę na Warszawę, licząc że „buntownicy” zostaną rozbici jednym zdecydowanym uderzeniem. Po starciach pod Dobrem i Wawrem z opóźniającą marsz armii rosyjskiej armią polską, zaskoczony twardą postawą Polaków, Dybicz postanowił zaatakować główne siły powstańców, zgrupowane na przedpolach Pragi. Początkowo planował obejście polskich pozycji, co doprowadziło do bitwy pod Białołęką, jednak bojąc się utraty ugrupowania ks. Szachowskiego, Dybicz porzucił plan obejścia polskich pozycji na rzecz frontalnego ataku na Olszynkę Grochowską. W bitwie o Grochów dowodził schematycznie i bez polotu, choć dał dowody osobistej odwagi i zdecydowania, osobiście porządkując oddziały i prowadząc je do natarcia. Po całodziennym, bardzo krwawym i nierozstrzygniętym boju, Dybicz zaskoczony niezwykłą uporczywością obrony, stratami wśród swoich wojsk oraz biorąc pod uwagę zapadający zmierzch, odrzucił sugestie swojego szefa sztabu, gen. Karla Wilhelma von Tolla, by zaatakować umocnienia Pragi. Był to duży błąd, bo przy udanym ataku jedyny most na Wiśle mógł nie wystarczyć powstańcom do odwrotu. Dybicz jednak wolał nie ryzykować dalszych strat i zarządził odwrót spod Warszawy. Następnie rozłożył swe siły na leża zimowe na prawym brzegu Wisły. Przy posiadanych siłach nie widział możliwości forsowania Wisły i ponownego ataku na Warszawę. Postanowił poczekać na przybycie posiłków z głębi Rosji, lecz z nadejściem wiosny w armii rosyjskiej wybuchła przywleczona z Bałkanów epidemia cholery.
W efekcie armia Dybicza została zaskoczona polską ofensywą na początku kwietnia (m.in. porażki w bitwach pod Dębem Wielkim i Iganiami), jednakże nieudolność i brak zdecydowania polskiego dowództwa spowodowała, że rozbiciu uległ tylko jeden korpus rosyjski. Po tej nauczce Dybicz odsunął swoje wojska na wschód, czekając na nadejście obiecanych posiłków. W maju na wieść o kolejnej polskiej ofensywie przeprowadził szybko koncentrację swych sił i forsownymi marszami wyruszył na pomoc atakowanemu przez powstańców korpusowi gwardii nad Narwią. Rosyjska gwardia, wobec nieudolności polskiego Naczelnego Wodza gen. Jana Skrzyneckiego uniknęła zagłady i połączyła się z Dybiczem. Wzmocniony w ten sposób Dybicz zaatakował główne siły polskie pod Ostrołęką. Rosjanie odnieśli zwycięstwo, jednak powstańcza armia nie została zniszczona, a Rosjanie też ponieśli ciężkie straty.
Wkrótce po tym sukcesie Dybicz zmarł (10 czerwca 1831) na cholerę we wsi Kleszewo pod Pułtuskiem. Dowództwo nad armią przejął po nim przejściowo gen. piechoty Karl Wilhelm von Toll, a następnie generał-lejtnant Iwan Paskiewicz, znany następnie z brutalnych represji po powstaniu.
W 1830 odznaczony Orderem Orła Białego.